# Margarita Marlene González Fernández
Margarita Marlene González Fernández là nữ chính khách người Cuba và là Bộ trưởng Bộ Lao động và An sinh xã hội Cuba từ năm 2009 cho đến nay. Bà được bổ nhiệm sau cuộc cải tổ năm 2009 của Raúl Castro. González có bằng Thạc sĩ Nhân sự và từng là Kỹ sư Công nghiệp. Năm 2001, bà là Thứ trưởng Bộ Lao động và An sinh xã hội. Năm 2003, bà lên làm Thứ trưởng thứ nhất Bộ Lao động và An sinh xã hội. Bà còn là đảng viên Đảng Cộng sản Cuba.